# Corvo Attano
Corvo Attano est un personnage fictif de la franchise Dishonored d'Arkane Studios. Il est le protagoniste principal de Dishonored, l'un des deux protagonistes jouables de Dishonored 2 et est apparu dans plusieurs autres œuvres de Dishonored, y compris une série de bandes dessinées.

## Conception et création
Au début du développement, le personnage était basé sur des habitants londoniens du XVIIe siècle et ressemblait en apparence à celui du personnage Garrett de la série de jeux vidéo Dark Project. Le concept original a été abandonné à mesure que l'univers se développait vers sa forme finale. Contrairement aux autres personnages du premier jeu, Corvo reste muet pendant toutes les phases de jeu, que ce soit pendant les phases de cinématiques ou actives. Corvo a été laissé délibérément « vide », permettant au joueur de décider de ses motivations en fonction de son style de jeu. Selon les co-créateurs Raphaël Colantonio et Harvey Smith, le choix d'omettre le dialogue, dans l'incarnation originale, était une tentative de permettre aux joueurs de développer leur personnalité à travers leurs propres actions, et d'éviter d'incorporer des éléments dans le dialogue qui pourraient entrer en conflit avec ces choix. Par exemple, un Corvo en colère ou motivé par la vengeance peut aller à l'encontre de styles de jeu non mortels. L'écrivain Austin Grossman a estimé que la relation personnelle entre Corvo et d'autres personnages a contribué à faire de lui un personnage plus accessible que les autres protagonistes muets.
Corvo n'était initialement pas destiné à être jouable dans Dishonored 2, mais a été inclus aux côtés de sa fille, Emily Kaldwin, car l'équipement de développement était nostalgique du personnage. Lors de la conception de sa tenue pour Dishonored 2, le développeur Sergei Kolesov voulait qu'elle ait un sens par rapport à sa position dans la société tout en reflétant son retour au statut d'assassin. La personnalité de Corvo est également devenue plus affirmée. Selon Harvey Smith, lui donner une voix est également un contraste narratif avec Emily, expliquant qu'ils ont des expériences différentes en raison de multiples facteurs. Il est alors interprété par Stephen Russell dans Dishonored 2,.

### Biographie
Dans l'univers de Dishonored, Corvo est né en 1798 à Karnaca dans une famille de classe inférieure. Son père a été tué dans un accident d'exploitation pendant que Corvo était jeune, comme le révèlent les deuxième et troisième bandes dessinées, avant que Corvo ne quitte son lieu de naissance pour se rendre à Dunwall. À l'âge de 16 ans, il remporte un tournoi de combat, le Blade Verbena, pour lequel il obtient un grade militaire d'officier.
Au début du premier jeu, le joueur est présenté à Corvo, le garde du corps de Jessamine, l'impératrice de la monarchie fictive du jeu. Lorsque l'impératrice est assassinée, Corvo est accusé à tort du meurtre. Il est emprisonné et torturé pendant six mois, avant de s'échapper.
Tout au long de l'intrigue, il est sous-entendu que Corvo avait auparavant une relation intime privée avec Jessamine et qu'il était le père de la fille de Jessamine, Emily Kaldwin. Ceci est confirmé plus tard dans le deuxième jeu, et expliqué dans la série de bandes dessinées.
Au fur et à mesure du deuxième jeu, Corvo et sa fille sont confrontés à la prétendue demi-sœur de Jessamine, Delilah, qui est le principal antagoniste du jeu.

### Capacités
Parallèlement à l'utilisation de diverses armes, Corvo accède à des capacités spéciales. Celles-ci permettent au joueur une plus grande liberté dans la navigation et jouent un rôle central dans la série de bandes dessinées,. Ses capacités lui sont accordées grâce à son interaction avec l'Outsider, décrit dans le jeu comme « une figure de mythe, ni bonne ni mauvaise »,. Les capacités introduites dans le jeu initial sont gardées et développées dans la suite. Selon le concepteur en chef Dinga Bakaba, « Corvo revient avec tous ses pouvoirs... et ce que nous voulions faire, c'est non seulement les mettre dans le nouveau moteur, mais aussi trouver des ajustements ou des améliorations intéressants ».

## Apparitions
Corvo apparaît pour la première fois dans le jeu vidéo Dishonored de 2012. Au début du jeu, il sert de garde du corps à un personnage nommé Jessamine, l'impératrice de la monarchie fictive du jeu. Lorsque l'impératrice est assassinée, Corvo est accusé de son meurtre.  Il est emprisonné et torturé pendant six mois avant de s'échapper et d'être recherché et traqué par les personnes qui ont assassiné Jessamine. Il est accompagné de sa fille, Emily Kaldwin.
Dans le deuxième jeu, où Corvo est l'un des deux personnages jouables, il apparaît plus âgé de 15 ans, et l'histoire progresse avec l'autre personnage jouable, Emily, ayant désormais atteint l'âge adulte. Corvo sert désormais de protecteur royal et de maître espion d'Emily. Alors que le directeur créatif Harvey Smith abordait le dilemme posé par l'interaction entre les deux, affirmant que Corvo « se demandait combien de temps il pourrait continuer à protéger sa fille... Il sait qu'un jour quelqu'un viendra la chercher, parce qu'elle est l'impératrice, et elle doit être capable de se débrouiller seule ». La prétendue demi-soeur de Jessamine, Delilah, est la principale antagoniste du jeu.

### Dans d'autres média
Corvo apparaît à plusieurs reprises dans le roman graphique Dishonored : The Dunwall Archives, publié par Dark Horse Comics, sorti du 3 août au 19 octobre 2016. Il apparaît également dans le rôle principal dans une mini-série comique de Gordon Rennie et Andrea Olimpieri, intitulée Dishonored: The Wyrmwood Deceit, sortie du 3 août au 19 octobre 2016. L'ensemble complet a également été publié sous forme de collection de romans graphiques le 29 novembre de la même année,. La série se déroule douze ans après la conclusion des événements du premier jeu et se concentre sur ses tentatives pour trouver un apprenti pour lui servir d'héritier. Dishonored : The Corroded Man, créé par Adam Christopher, présente également Corvo, qui s'entraîne et combat aux côtés d'Emily pendant que le gang responsable de l'assassinat de Jessamine est réformé.

## Interprétation
Contrairement aux autres personnages du premier jeu, Corvo reste silencieux pendant toutes les conversations, permettant au joueur de décider de ses motivations en fonction de son style de jeu. Pendant l'alpha, les développeurs ont essayé de donner au joueur des options de saisie de texte, bien que cela n'ait pas été développé davantage. Selon les co-créateurs Raphaël Colantonio et Harvey Smith, le choix d'omettre le dialogue dans l'incarnation originale, était une tentative d'éviter d'incorporer dans le dialogue des éléments qui pourraient entrer en conflit avec les choix du joueur.
Ce système est abandonné après le premier jeu. Dans Dishonored 2, Corvo est interprété par l'acteur Stephen Russell, dans une performance qualifiée de bourrue,.

## Accueil
Le personnage de Corvo Attano a été salué par la critique. En 2013, Complex a classé Corvo au numéro trente parmi les « 50 personnages de jeux vidéo les plus badass de tous les temps ». TGN l'a nommé sixième sur sa liste des meilleurs assassins de jeux vidéo de tous les temps, le qualifiant de « mélange parfait de silence et d'agression », tandis que Tim Horton, rédacteur principal de Now Loading, l'a nommé septième dans sa liste du même type.
Dans le livre The Dark Side of Game Play, Mortensen, Linderoth et Brown décortiquent Corvo et ses actions dans le jeu avec comme fenêtre d'analyse le thème de la vengeance. Ils formulent alors le dilemme moral posé par les actions du personnage : « Le vertueux Corvo ne poursuivrait pas une vengeance personnellement motivée mais pourrait trouver ses actions justifiées en raison des infractions commises ». Ils poursuivent en soulignant que la vengeance est « liée à une émotion sombre car associée à une sensation négative et souvent puissante de vouloir et de croire que les représailles compenseront l'injustice causée ».
Robert Rath, de The Escapist, considère Corvo comme un homme testé et tenté par une figure démoniaque, l'Outsider. Corvo reçoit de l'Outsider les outils et les justifications pour tuer, le gameplay incitant à adopter une approche plus violente. Rath voit en Corvo « un homme bon qui s'accroche à sa morale alors que le monde le bat » lorsqu'il est en chaos bas, contrairement au Corvo qui cède à ses « instincts les plus bas » lorsqu'il est en chaos supérieur.
Dans un autre article, Rath, avec la contribution du docteur Stephen Banks de l'Université de Reading, a étudié les actions de Corvo à travers le prisme de la culture d'honneur britannique des XVIIIe et XIXe siècles. Ils notent que Corvo, bien qu'il soit un ancien Lord Protecteur et que les Loyalistes croient pleinement à la vérité sur son éviction, est néanmoins mentionné par son prénom même par les serviteurs, et est, à bien des égards, traité comme un serviteur. Son statut social de paria fut initialement utile aux loyalistes. Ils poursuivent : « Corvo accomplit toutes les tâches que les sangs bleus de la Conspiration Loyaliste sont incapables d'accomplir car cela pourrait entacher leur réputation ». Finalement, ils concluent en disant que : « Le déshonneur de Corvo a fait de lui un outil utile pour les loyalistes, que son travail pour eux a encore dégradé sa réputation et qu'en fin de compte, les dirigeants loyalistes ont découvert - pour leur ruine éventuelle - que Corvo ne respectait pas leurs règles élégantes. »